# Pascoal Mocumbi
Pascoal Mocumbi, född 10 april 1941 i Inhambane, död 25 mars 2023, var en moçambikisk läkare och politiker. Han var Moçambiques premiärminister från 1994 till 2004. Han studerade medicin vid Universitetet i Lausanne, Schweiz, där han tog ut doktorsexamen 1973. Han arbetade sedan som läkare i sitt hemland, främst inom obstetrik och gynekologi. Som politiker var han först hälsominister och därefter utrikesminister innan han blev premiärminister. Han hade bland annat ett särskilt intresse för WHO (World Health Organization) och aids-frågan.